# Body of Lies
Body of Lies (Rede de Mentiras, no Brasil, e O Corpo da Mentira, em Portugal) é um filme de espionagem americano de 2008 produzido e dirigido por Ridley Scott. Situado no Oriente Médio, que segue as tentativas da CIA e a inteligência jordaniana para pegar "al-Saleem", um jihadista ficcional terrorista. Frustrado pela indefinição de seu alvo, diferenças em suas abordagens que acabam por prejudicar as relações entre um agente da CIA, o seu superior, e o chefe da inteligência jordaniana.
O roteiro de William Monahan, baseado no romance de mesmo nome de David Ignatius, examina a tensão contemporânea entre as sociedades ocidentais e árabes e a eficácia comparativa de métodos de contra-inteligência tecnológica e humana. O filme foi rodado em grande parte em locações nos Estados Unidos e Marrocos, depois que as autoridades de Dubai se recusaram a dar permissão para filmar lá por causa de temas políticos do script. Fotografia do filme procurou enfatizar o contraste entre o ouro e poeira do deserto e das cidades árabes, e o azul e cinza da burocracia de Washington. Assim, eles usaram a luz natural sempre que possível. Marc Streitenfeld fez a trilha sonora.
Direção de Scott e estilo visual foi elogiado pela crítica, mas criticou sua atuação estereotipada da história e uso de convenções do gênero de espionagem, tais como tiros de vigilância de aviões de espionagem de alta altitude. As performances de Leonardo DiCaprio, Russell Crowe e Mark Strong como os três principais foram particularmente mencionados, incluindo o envolvimento de DiCaprio com seu personagem, sotaque e peso de Crowe, e da forte sofisticação urbana de Strong.

## Sinopse
Roger Ferris é um agente da CIA na Jordânia que procura terroristas sob a supervisão à distância do chefe Ed Hoffmann. Obtem informação sobre Al-Saleem, mentor islamista que planeja e põe em prática explosões na Europa. Trabalha com colaboração com o chefe de inteligência da Jordânia, Hani Pasha. Hoffman se precipita numa operação e Ferris tem de retornar ao EUA. Desenvolve um plano para atrair Al-Saleem criando um falso perfil do engenheiro Omar Sadiki. De volta a Jordânia, Ferris retoma o contato com Hani Pasha mas não lhe revela seu plano, ao mesmo tempo que desenvolve um relacionamento com a enfermeira Aisha. Al-Saleem descobre o plano e a autoria, e mata Omar Sadiki. Hani Pasha simula o sequestro de Aisha colocando Roger Ferris como ísca, sendo que Roger Ferris acredita que Aisha está refém de Al-Saleem. Hani Pasha tem um espião, Mustafa Karami, dentro do grupo de Al-Saleem e consegue chegar até Ferris antes de ser executado e o resgata, ao mesmo tempo que prende Al-Saleem.

## Elenco

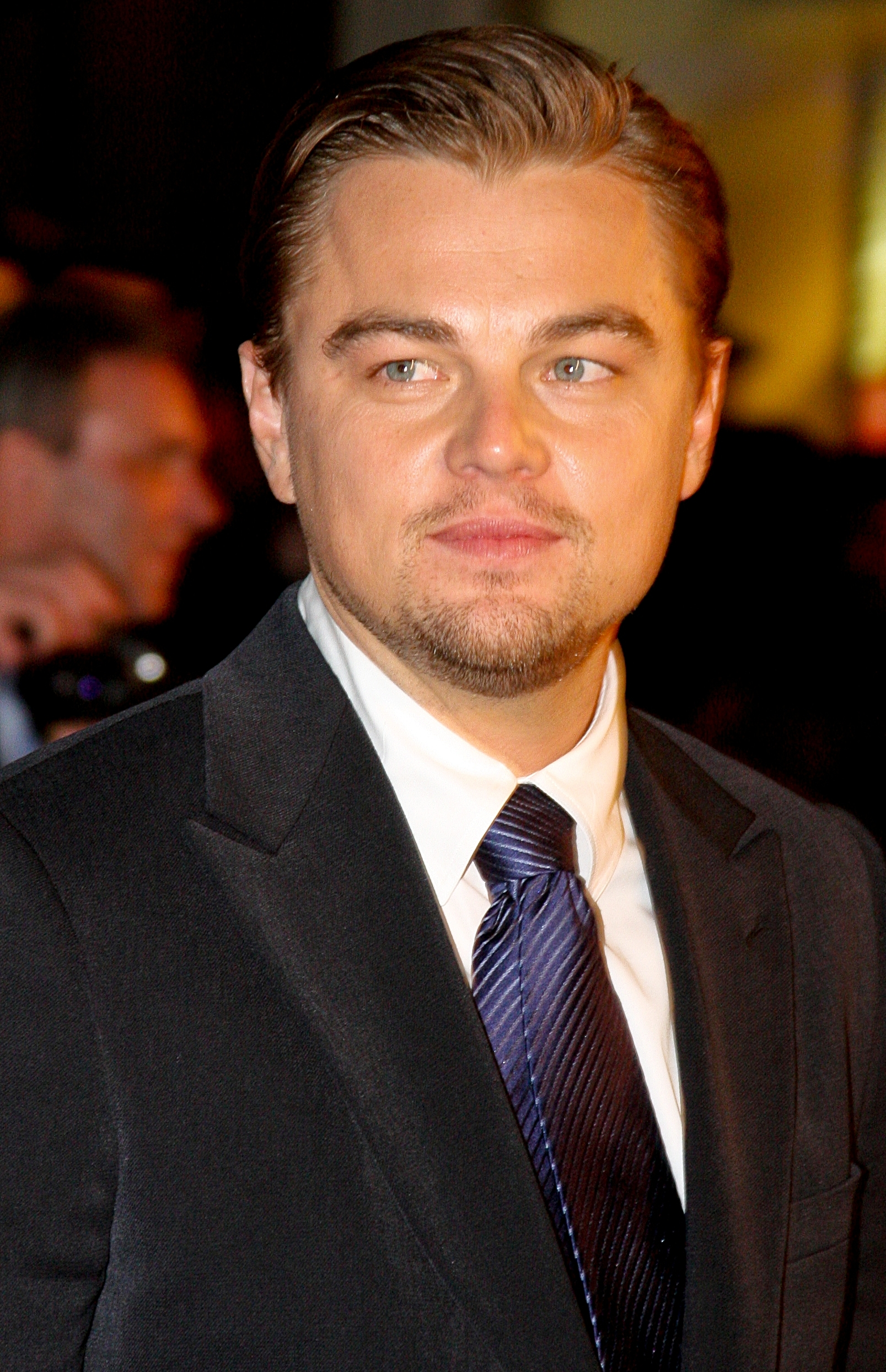
Leonardo DiCaprio na premiere do filme em Londres

- Leonardo DiCaprio.....Roger Ferris
- Russell Crowe......Ed Hoffman
- Mark Strong.....Hani Saleem
- Oscar Isaac.....Bassam
- Vince Colosimo....Skip
- Alon Aboutboul.....Al-Saleem
- Ali Suliman.....Omar Sadiki
- Golshifteh Farahani.....Aisha
- Simon McBurney.....Garland
- Kais Nashif.....Mustafa Karami
- Jamil Khoury.....Marwan
- Lubna Azabal.....Cala

## Produção
Filmagens de ambientação de Manchester, na Inglaterra, e Munique, na Alemanha, foram gravadas nos Estados Unidos.
As filmagens ocorreram entre 5 de setembro e dezembro de 2007.
Carice Van Houten iria interpretar e gravou cenas como a esposa de Roger Ferris, mas sua personagem foi retirada na edição final.

## Recepção

### Bilheteria
Filmado nos EUA e Marrocos, estreou nos cinemas portugueses a 20 de Novembro de 2008 e obteve a 2ª posição na primeira semana de exibição, nos filmes mais vistas nessa semana - e ao sair de cartaz, atraiu mais de 137.000 pagantes. No Brasil, entrou em 28 de Novembro e obteve a segunda posição no fim de semana de estreia; teve público total de mais de 401.000 pagantes.